# Rhealys
Rhealys ist ein Konsortium der deutschen (DB), französischen (SNCF), luxemburgischen (CFL) und Schweizer (SBB) Bahnen zur Vorbereitung eines europäischen Hochgeschwindigkeitsverkehrs zwischen Paris und Luxemburg, Südwestdeutschland sowie der Schweiz. Der Sitz der Gesellschaft ist Luxemburg.
Der Name Rhealys ist ein Akronym aus Rhein, Alsace und Lys, also der befahrenen Strecke Rhein–Elsass–Frankreich, Letzteres symbolisiert durch die Fleur-de-Lys.
Rhealys bereitete zwar die unten angeführten Verbindungen vor, die internationalen Zugverbindungen zwischen Frankreich und Deutschland werden jedoch seit Mitte 2007 von der neu gegründeten deutsch-französischen Gesellschaft Alleo betrieben. Die Verbindungen zwischen Frankreich und der Schweiz werden von der Gesellschaft Lyria betrieben.

## Projektgesellschaft Rhealys S.A.
Die Gesellschaft wurde am 9. Mai 2000 durch die DB, SNCF, SBB und CFL in Brüssel gegründet. Die Gesellschaft erhielt dabei in Anlehnung an Thalys den Arbeitstitel Rhealys. Die Gesellschaft ist eine Aktiengesellschaft nach Luxemburger Recht.
Anteil der Partnerbahnen:
- Deutsche Bahn AG: 30 %
- Französische SNCF: 30 %
- Schweizerische Bundesbahnen: 25 %
- Luxemburgische Eisenbahnen: 15 %

Zu den Aufgaben der Gesellschaft gehörten unter anderem die Ausarbeitung von Fahrplänen sowie die technische Harmonisierung.
Mit der Aufnahme des Hochgeschwindigkeitsverkehrs zwischen Paris und Frankfurt am Main sollte die Projektgesellschaft 2006 in eine Betriebsgesellschaft überführt werden (Stand: Mai 2000).

## Hochgeschwindigkeitsverkehr

### Hochgeschwindigkeitsstrecke Paris–Baudrecourt (bei Metz)
Die Aufnahme des Betriebs auf dieser Strecke mit Geschwindigkeiten bis 320 km/h erfolgte am 10. Juni 2007 (siehe Hauptartikel: LGV Est européenne).

### Frankreich–Luxemburg
Mit diesem Tag verkürzte sich die Fahrzeit zwischen Paris und Luxemburg von 3:35 h auf 2:15 h. Auf dieser Verbindung kam bereits seit dem 26. Juni 2006 der TGV zum Einsatz, allerdings ohne Fahrzeitverkürzung.

### Frankreich–Deutschland
Mit gleichem Datum verkürzte sich auch die Fahrzeit zwischen Paris und Süddeutschland um zwei Stunden. 

#### Nordstrecke: Frankfurt–Paris
Ab 10. Juni 2007 wurde die Strecke Frankfurt am Main–Paris mit vorerst einem Zugpaar pro Tag bedient; zwei weitere verkehrten nur zwischen Saarbrücken und Paris. Ab Dezember 2007 wurde der Betrieb mit fünf Zugpaaren täglich auf der ganzen Strecke voll aufgenommen. Zum Einsatz kommen für den grenzüberschreitenden Verkehr modifizierte ICE-3-Züge und der französische TGV POS, der seit November 2005 auf deutschen Strecken getestet wurde. Auf deutscher Seite halten die Züge in Mannheim, Kaiserslautern und Saarbrücken. Die betrieblichen Höchstgeschwindigkeiten betragen in Frankreich 320 km/h, zwischen Mannheim und Saarbrücken nur 160 km/h. Einer der Gründe ist das Fehlen des für ein schnelleres Fahren in Deutschland erforderlichen Sicherungssystems (LZB) auf dieser Ausbaustrecke; mit Rücksicht auf das in Entwicklung befindliche ETCS-System hat der Bundesverkehrsminister eine Nachrüstung der Strecke mit LZB untersagt. Auch sind noch Bahnübergänge zu beseitigen, vor allem zwischen Neustadt an der Weinstraße und Kaiserslautern. Die Strecke erlaubt wegen der vielen Kurven stellenweise nur eine Höchstgeschwindigkeit von 80 km/h.

#### Südstrecke: München–Stuttgart–Paris
Zur gleichen Zeit wurde der Verkehr auf der Strecke Stuttgart–Paris mit täglich vier Zugpaaren aufgenommen. Ab Dezember 2007 wurde ein Zugpaar bis München durchgebunden. Hier kommt ausschließlich der TGV POS zum Einsatz.

### Frankreich–Schweiz
Auf der Verbindung von Paris über Basel nach Zürich verkürzte sich die Fahrzeit um ca. 1,5 h. Basel erreichen vier TGV täglich in 3:30 h, Zürich drei TGV in 4:30 h. Seit dem Fahrplanwechsel im Dezember 2011 verkehren die TGV in die Schweiz über die LGV Rhin-Rhône; durch diese verkürzte sich die Fahrzeit um eine weitere halbe Stunde.

### Weitere Planungen
Die zweite Realisierungsstufe sieht für den TGV Est auf französischer Seite eine Verlängerung der Neubaustrecke bis nach Vendenheim (bei Straßburg) vor, die bis etwa 2012 realisiert sein soll. Auf deutscher Seite sind weitere Ausbaumaßnahmen der bestehenden Strecke nicht zu erwarten; Fahrzeitverkürzungen können nur durch die künftige Einrichtung von ETCS erfolgen (etwa ab 2010 zu erwarten). Diskutiert wird jedoch die Wiederinbetriebnahme der Bahnstrecke über die Rheinbrücke Wintersdorf nahe Rastatt, die eine deutliche Verkürzung der Fahrzeiten zwischen Deutschland und Frankreich ermöglichen würde.